# Шахаєво (Нижньогородська область)
Шахаєво (рос. Шахаево) — присілок в Дивеєвському районі Нижньогородської області Російської Федерації.
Населення становить 14 осіб. Входить до складу муніципального утворення Івановська сільрада.

## Історія
Від 2009 року входить до складу муніципального утворення Івановська сільрада.

## Населення
| 2002 | 2010 |
| ---- | ---- |
| 27   | ↘14  |